# Liste der Nummer-eins-Hits in Frankreich (1983)
Diese Liste enthält alle Nummer-eins-Hits in Frankreich im Jahr 1983. Es gab in diesem Jahr zwölf Nummer-eins-Singles und acht Nummer-eins-Alben.

## Singles
| | Liste der Nummer-eins-Hits in Frankreich | Liste der Nummer-eins-Hits in Frankreich | Liste der Nummer-eins-Hits in Frankreich                                                                        | 1984 →                    |
| \| Zeitraum \| Wo. ges. \| Interpret \| Titel Autor(en) \| Zusätzliche Informationen \| \| (Zeitraum, Wochen auf Platz eins, Interpret, Titel, Autor[en], zusätzliche Informationen) \| \| \| \| \| \| ----------------------------------------------------------------------------------------- \| -------- \| --------------- \| --------------------------------------------------------------------------------------------------------------- \| ------------------------- \| \| 3. Dezember 1982 – 4. Februar 1983 9 Wochen \| 9 \| Dorothée \| Hou! La menteuse Musik: Jean-Luc Benjamin Azoulay, Gérard Roger Serge Salesses; Text: Jean-Luc Benjamin Azoulay \| – \| \| 5. Februar 1983 – 1. April 1983 8 Wochen \| 8 \| Rose Laurens \| Africa Musik: Jean Pierre Goussaud; Text: Jean Michel Bériat \| – \| \| 2. April 1983 – 22. April 1983 3 Wochen \| 3 \| Les Forbans \| Chante Ernest Maresca, Thomas F. Bogdany \| – \| \| 23. April 1983 – 6. Mai 1983 2 Wochen \| 2 \| Culture Club \| Do You Really Want to Hurt Me Michael Emile Craig, Roy Ernest Hay, Jonathan Aubrey Moss, George Alan O’Dowd \| – \| \| 7. Mai 1983 – 3. Juni 1983 4 Wochen \| 4 \| Michael Jackson \| Billie Jean Michael Joe Jackson, Bernard Belle, Teddy Riley, Rod Temperton \| – \| \| 4. Juni 1983 – 2. September 1983 13 Wochen \| 13 \| Toto Cutugno \| L’italiano Salvatore Cutugno, Text: Cristiano Minellono \| – \| \| 3. September 1983 – 30. September 1983 4 Wochen \| 4 \| Eurythmics \| Sweet Dreams (Are Made of This) Annie Lennox, David Allan Stewart \| – \| \| 1. Oktober 1983 – 16. Dezember 1983 11 Wochen (insgesamt 15) \| 15 \| Irene Cara \| Flashdance … What a Feeling Musik: Giorgio Moroder; Text: Keith Forsey, Irene Cara \| – \| \| 17. Dezember 1983 – 23. Dezember 1983 1 Woche \| 1 \| Claude Barzotti \| Le rital Musik: Claude Barzotti; Text: Claude Barzotti, Anne-Marie Edouard Ghisla Gaspard \| – \| \| 24. Dezember 1983 – 30. Dezember 1983 1 Woche \| 1 \| Irene Cara \| Flashdance … What a Feeling Musik: Giorgio Moroder; Text: Keith Forsey, Irene Cara \| – \| \| 31. Dezember 1983 – 14. Januar 1984 2 Wochen \| 2 \| Renaud \| Dès que le vent soufflera Renaud Pierre Manuel Séchan \| – \| |                                          |                                          | |                           |
| |                                          |                                          | | → 1984 →                  |
| Zeitraum | Wo. ges.                                 | Interpret                                | Titel Autor(en)                                                                                                 | Zusätzliche Informationen |
| (Zeitraum, Wochen auf Platz eins, Interpret, Titel, Autor[en], zusätzliche Informationen) |                                          |                                          | |                           |
| 3. Dezember 1982 – 4. Februar 1983 9 Wochen | 9                                        | Dorothée                                 | Hou! La menteuse Musik: Jean-Luc Benjamin Azoulay, Gérard Roger Serge Salesses; Text: Jean-Luc Benjamin Azoulay | –                         |
| 5. Februar 1983 – 1. April 1983 8 Wochen | 8                                        | Rose Laurens                             | Africa Musik: Jean Pierre Goussaud; Text: Jean Michel Bériat                                                    | –                         |
| 2. April 1983 – 22. April 1983 3 Wochen | 3                                        | Les Forbans                              | Chante Ernest Maresca, Thomas F. Bogdany                                                                        | –                         |
| 23. April 1983 – 6. Mai 1983 2 Wochen | 2                                        | Culture Club                             | Do You Really Want to Hurt Me Michael Emile Craig, Roy Ernest Hay, Jonathan Aubrey Moss, George Alan O’Dowd     | –                         |
| 7. Mai 1983 – 3. Juni 1983 4 Wochen | 4                                        | Michael Jackson                          | Billie Jean Michael Joe Jackson, Bernard Belle, Teddy Riley, Rod Temperton                                      | –                         |
| 4. Juni 1983 – 2. September 1983 13 Wochen | 13                                       | Toto Cutugno                             | L’italiano Salvatore Cutugno, Text: Cristiano Minellono                                                         | –                         |
| 3. September 1983 – 30. September 1983 4 Wochen | 4                                        | Eurythmics                               | Sweet Dreams (Are Made of This) Annie Lennox, David Allan Stewart                                               | –                         |
| 1. Oktober 1983 – 16. Dezember 1983 11 Wochen (insgesamt 15) | 15                                       | Irene Cara                               | Flashdance … What a Feeling Musik: Giorgio Moroder; Text: Keith Forsey, Irene Cara                              | –                         |
| 17. Dezember 1983 – 23. Dezember 1983 1 Woche | 1                                        | Claude Barzotti                          | Le rital Musik: Claude Barzotti; Text: Claude Barzotti, Anne-Marie Edouard Ghisla Gaspard                       | –                         |
| 24. Dezember 1983 – 30. Dezember 1983 1 Woche | 1                                        | Irene Cara                               | Flashdance … What a Feeling Musik: Giorgio Moroder; Text: Keith Forsey, Irene Cara                              | –                         |
| 31. Dezember 1983 – 14. Januar 1984 2 Wochen | 2                                        | Renaud                                   | Dès que le vent soufflera Renaud Pierre Manuel Séchan                                                           | –                         |

## Alben
| | Liste der Nummer-eins-Hits in Frankreich | Liste der Nummer-eins-Hits in Frankreich | Liste der Nummer-eins-Hits in Frankreich | 1984 →                    |
| \| Zeitraum \| Wo. ges. \| Interpret \| Titel \| Zusätzliche Informationen \| \| (Zeitraum, Wochen auf Platz eins, Interpret, Titel, zusätzliche Informationen) \| \| \| \| \| \| ------------------------------------------------------------------------------ \| -------- \| ---------------------- \| -------------------------- \| ------------------------- \| \| 31. Dezember 1982 – 7. Januar 1983 1 Woche \| 1 \| Al Bano & Romina Power \| Best Of \| – \| \| 8. Januar 1983 – 28. Januar 1983 3 Wochen (insgesamt 6) \| 6 \| Téléphone \| Dure limite \| – \| \| 29. Januar 1983 – 25. Februar 1983 4 Wochen \| 4 \| Christopher Cross \| Another Page \| – \| \| 26. Februar 1983 – 25. März 1983 4 Wochen \| 4 \| Les Forbans \| Chante \| – \| \| 26. März 1983 – 29. April 1983 5 Wochen \| 5 \| Pink Floyd \| The Final Cut \| – \| \| 30. April 1983 – 22. Juli 1983 12 Wochen \| 12 \| David Bowie \| Let’s Dance \| – \| \| 23. Juli 1983 – 26. August 1983 5 Wochen (insgesamt 9) \| 9 \| Michael Jackson \| Thriller \| – \| \| 27. August 1983 – 30. Dezember 1983 18 Wochen \| 18 \| (Soundtrack) \| Flashdance \| – \| \| 31. Dezember 1983 – 7. Januar 1984 1 Woche \| 1 \| Chris Rea \| I Can Hear Your Heart Beat \| – \| |                                          |                                          |                                          |                           |
| |                                          |                                          |                                          | → 1984 →                  |
| Zeitraum | Wo. ges.                                 | Interpret                                | Titel                                    | Zusätzliche Informationen |
| (Zeitraum, Wochen auf Platz eins, Interpret, Titel, zusätzliche Informationen) |                                          |                                          |                                          |                           |
| 31. Dezember 1982 – 7. Januar 1983 1 Woche | 1                                        | Al Bano & Romina Power                   | Best Of                                  | –                         |
| 8. Januar 1983 – 28. Januar 1983 3 Wochen (insgesamt 6) | 6                                        | Téléphone                                | Dure limite                              | –                         |
| 29. Januar 1983 – 25. Februar 1983 4 Wochen | 4                                        | Christopher Cross                        | Another Page                             | –                         |
| 26. Februar 1983 – 25. März 1983 4 Wochen | 4                                        | Les Forbans                              | Chante                                   | –                         |
| 26. März 1983 – 29. April 1983 5 Wochen | 5                                        | Pink Floyd                               | The Final Cut                            | –                         |
| 30. April 1983 – 22. Juli 1983 12 Wochen | 12                                       | David Bowie                              | Let’s Dance                              | –                         |
| 23. Juli 1983 – 26. August 1983 5 Wochen (insgesamt 9) | 9                                        | Michael Jackson                          | Thriller                                 | –                         |
| 27. August 1983 – 30. Dezember 1983 18 Wochen | 18                                       | (Soundtrack)                             | Flashdance                               | –                         |
| 31. Dezember 1983 – 7. Januar 1984 1 Woche | 1                                        | Chris Rea                                | I Can Hear Your Heart Beat               | –                         |